# Christos Terzanidis
Christos Terzanidis (13 de fevereiro de 1945) é um ex-futebolista profissional grego que atuava como meia.

## Carreira
Christos Terzanidis defendeu a Seleção Grega de Futebol, na histórica presença na Euro 1980.

## Ligações Externas
- Perfil em Fifa.com (em inglês)